# 王同休
王同休（1557年—？），字揚甫，號對廷，福建泉州府晉江縣人，民籍，明朝政治人物。

## 生平
萬曆七年（1579年）己卯科第三十名舉人。萬曆十四年（1586年）丙戌科会试一百三十五名，廷试二甲五名進士。户部观政，授刑部廣東司主事。二十二年五月以事贬郁林州同知。

## 家族
曾祖父王寰；祖父王紀，以伯子王慎中貴封吏部員外郎；父親王惟中，辛丑進士，南太僕寺少卿。母林氏（敕封安人）；繼母倪氏。严侍下。兄王同讚（壬戌进士、柳州知府）、同度、同康，俱太学生；同言（庠生）、同任（甲子举人、衢州推官）。同廉（选贡监生）、同文、同衣，俱县庠生。弟同朝、同赓、同庶，俱县庠生；同杲、同廕、同京。